# Etiologi
Etiologi är läran om orsakssamband eller kausalitet. Termen kommer från grekiskans αἰτία, aitia, orsak, och λογία, logia, lära, och används inom filosofi, fysik, psykologi, statistik och biologi då man diskuterar orsaker till olika fenomen.
Inom medicin används termen specifikt för anledningar och bakomliggande variabler till sjukdomar och patologiska tillstånd.
Med begreppet kan också avses en orsakslära som i sagor och berättelser söker förklara hur olika företeelser, bruk och namn har uppkommit. Ett slags etiologier är bildliga förklaringar som då John Blund sägs komma med sömnen till barnen.